# BCWest Air
BCWest Air là hãng hàng không nhỏ của Canada, trụ sở ở Abbotsford, BC, Canada. Hãng có căn cứ chính ở Sân bay quốc tế Abbotsford.

## Lịch sử
BCWest Air được thành lập và bắt đầu hoạt động từ tháng 9/2007. Hãng dùng các máy bay nhỏ và có tuyến đường thường xuyên trong vùng, chủ yếu tới Vancouver.

## Các nơi đến
(Tháng 2/2008):
- Abbotsford
- Nanaimo
- Vancouver (Langley)
- Victoria

## Đội máy bay
(Tháng 2/2008):
| Máy bay            | Ký danh | Thông tin        |
| ------------------ | ------- | ---------------- |
| Piper PA-31 Navajo | C-GDFR  | Máy bay mới nhất |
| Cessna 401         | C-GBWL  |                  |